# Károly Unkelhäusser

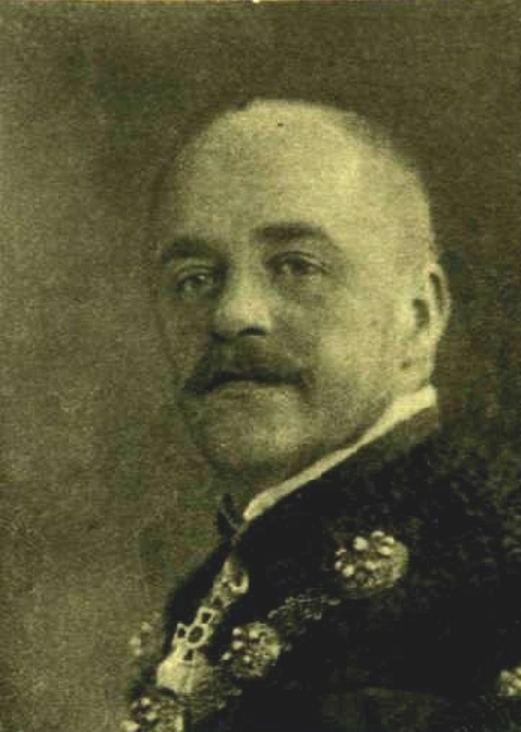
Károly Unkelhäusser (1917)

Károly Unkelhäusser (* 15. Januar 1866 in Vukovár, Komitat Szerém; † 20. Februar 1938 in Budafok) war ein ungarischer Politiker und Minister.

## Leben
Nach dem Studium der Staats- und Rechtswissenschaften in Kolozsvár, erlangte Unkelhäusser 1889 das Doktorat. Anschließend arbeitete er bis 1895 in der kroatischen Abteilung des k.u. Handelsministeriums und war danach bis 1896 Stuhlrichter im Kreis Donji Miholjac (Alsómiholjác) im Komitat Verőce. Von 1896 bis 1901 war er Sekretär im Kroatisch-slawonisch-dalmatinischen Ministerium in Budapest. Anschließend wurde er Vizegespan des Komitats Szerém. Ab 1915 war er Landeschef-Stellvertreter in Bosnien und Herzegowina. Am 18. August 1917 wurde er von Ministerpräsident Móric Esterházy zum Minister für Kroatien-Slawonien-Dalmatien ernannt und diente dadurch als Vermittler zwischen dem Königreich Ungarn und seinem Nebenland Kroatien-Slawonien. Das Amt behielt er auch mit Esterházys Nachfolger Sándor Wekerle bis Ausbruch der Asternrevolution bei. Anfang November 1918 wurde er als designierter Ban von Kroatien-Slawonien von König Karl IV. damit beauftragt, Kroatien-Slawonien, Dalmatien und Bosnien-Herzegowina mit Ungarn zu vereinigen. Dazu kam es jedoch nicht mehr.